# Nanthilda
Nanthilda také známá jako Nantéchilde, Nanthechilde, Nanthildis, Nanthilde nebo Nantechildis (610? – 642 Savojsko) byla franská královna, třetí z mnoha žen franského krále Dagoberta I. Od roku 639 do roku 642 byla regentkou svého nedospělého syna Chlodvíka II.

## Životopis
Narodila se kolem roku 608 až 610. Lexikon des Mittelalters ji nazývá ein Mädchen aus dem Dienstpersonal (dívka královského služebnictva). Je možné, že byla služebnou velké dvorní dámy a že byla skromného původu. Pocházela ze saské linie či byla potomkem osvobozeného Slovana. Její bratr Lanthegisel byl vlastníkem půdy v Limousin a byl spřízněný s fríským vládcem Aldgislem. Král Dagobert se do Nanthildy zamiloval a přibližně kolem roku 630 se s ní v Clichách oženil, přičemž svou předchozí ženu Gomatrudu zapudil. V manželství s Dagobertem se ji narodil Chlodvík II., druhý nejstarší z Dagobertových přeživších synů, který byl jeho nástupcem v Neustrii a Burgundsku. Po Dagobertově smrti v lednu 639 byla regentkou svého syna, ale pod silným vlivem Aegy, majordoma neustrijského paláce a oponenta mocné skupiny šlechticů v čele s biskupem Burgundofarem, jehož sídlo bylo v Meaux.
V zájmu burgundské nezávislosti merovejského paláce provdala svou neteř Ragnobertu za Flaochada, kterého nechala v roce 642 burgundskými šechtici a biskupy jmenovat majordomem paláce v Orléans. Brzy na to v tehdejších burgundských Landrech náhle zemřela (dnes v Savojsku). Její tělo bylo pochováno v bazilice Saint-Denis. Je pravděpodobné, že byla otrávena nebo tajně zavražděna, její předčasná smrt umožnila tehdejší šlechtě ovládnout jejího nedospělého syna.